# Pinkafeld
Pinkafeld est une commune autrichienne du district d'Oberwart dans le Burgenland.

## Histoire
Sous le nom de Pinkafõ, c'était une bourgade hongroise, mais à majorité germanophone, depuis le Moyen Âge et jusqu'en 1918. Lors de la dislocation de l'Autriche-Hongrie, la frange frontalière occidentale de la Hongrie resta en Autriche, formant alors le Burgenland. Pinkafeld est le lieu de naissance du géologue austro-hongrois naturalisé français François Kraut.

## Personnalités
- Margarete Jahrmann (1967-), artiste contemporaine autrichienne, est née à Pinkafeld.